# Cullinan, Sydafrika

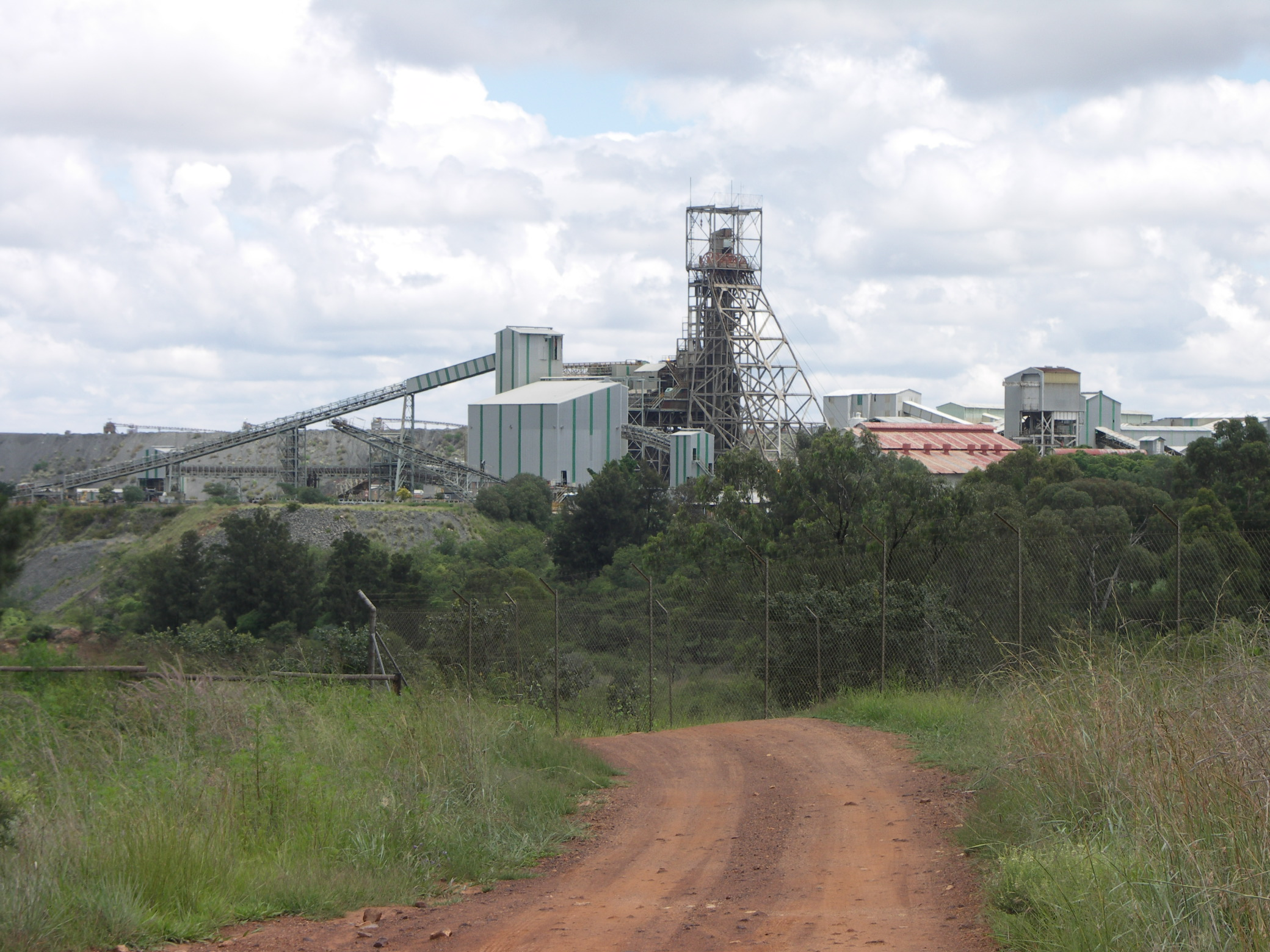
Diamantbrytning i Cullinan.

Cullinan är en liten stad i provinsen Gauteng i Sydafrika, och är belägen 30 km öster om Pretoria. Folkmängden uppgick till 8 693 invånare vid folkräkningen 2011. Sir Thomas Cullinan hittade en diamantfyndighet på platsen 1902. I den gruva som anlades, Premier Mine, hittades den berömda Cullinandiamanten 1905. 